# 경무대경찰서
경무대경찰서 혹은 경무대경찰청은 대한민국의 경찰기관으로, 경무대, 중앙청의 보안, 경비, 대통령 등의 경호를 담당하는 대한민국의 폐지된 행정기관이었다. 서장은 경감 또는 경무관으로 보한다. 1949년 2월 23일 설치되어 1963년 12월 1일 폐지되었다. 대통령 경호실, 서울특별시경찰청의 외청인 101경비단으로 분리, 개편되었다. 구 왕실과 구 왕궁의 경비, 경호를 담당하던 서울특별시경찰국 산하 창덕궁경찰서를 폐지, 개편하여 조직했으며 내무부 치안국의 지휘를 받았다. 대한민국의 대통령과 그 가족, 대통령 당선인과 그 가족, 대통령권한대행과 그 배우자 등의 신변보호와 안전을 담당했다. 법률에는 근거가 없었으나 제1공화국 기간 중에는 대통령에 대한 비판, 반대에 대한 소환, 수사도 진행하였다. 또한 경무대, 중앙청에서 반입 반출, 보안, 폐기되는 물품의 매각, 입찰, 감독도 관장하였다. 경무대와 주변 지역의 치안, 보안 업무가 확대되면서 1956년 대통경 경호만 전담하는 경호계가 추가로 설치되었다. 경호계에는 확실한 신원조회, 체력, 체격, 인물 등을 보고 선발했으며 무도 유단자이면서도 무도 능력, 순발력 등을 고루 갖춘 인원을 선발해서 그 중 선정했다. 1960년 4월 29일 이후 사실상 기능이 정지되었다.
1960년 6월 28일 국무원 포고령 제5호 경찰서직제 중 개정의 건이 발표, 폐지가 예정되었으며, 9월 15일 내무부 훈령 제142호 발표로 경무대 경호경찰관 배치기준이 개정, 배치인원이 80명선으로 축소되고, 같은 날 내무부 훈령 제143호에서는 대통령경호특별수칙이 폐지되었다.

## 연혁
- 1949년 2월 28일 창덕궁경찰서를 폐지, 경무대 경비, 대통령, 대통령 가족 경호를 담당하는 경무대경찰서 설치
- 1953년 7월 7일 내무부훈령 제52호 발표, 경무대경찰서에만 추가적으로 적용되는 대통령경호특별수칙
- 1960년 4월 29일 기능 정지
- 1960년 6월 28일 국무원령 포고 제5호 발표, 폐지 결정
- 1960년 8월 12일 내무부 치안국에서 별도로 대통령경호대 편성, 서울시경찰국 경비과 소속 60명의 경관을 경무대로 파견. 윤보선 대통령의 경호업무를 담당
- 1963년 12월 1일 폐지, 대한민국 대통령경호실, 101경비단으로 분할 개편

## 역대 서장

### 창덕궁경찰서장
- 다가와 후지요시(田川藤喜代) 1945년 8월 16일 ~ 1945년 9월 2일, 조선총독부 경무국 소속 최후의 창덕궁경찰서장
- 황남훈(黃南勳) 1945년 9월 2일 ~ 1946년 7월 1일, 총경, 제1관구 성북경찰서장(경기도) 전출
- 황남훈(黃南勳) 1946년 8월 1일 ~ 1949년 2월 28일, 총경, 1949년 6월 24일 철도경찰본부대 수사과장

### 경무대경찰서장
- 김장흥(金長興), 1949년 2월 28일 ~ 1949년 3월 22일, 총경,
- 김장흥(金長興), 1949년 3월 23일 ~ 1951년 7월 9일, 총경->재직 중 1951년 경무관 승진 후 연임
- 이기영 (李起榮), 1951년 8월 27일  ~ 1952년 3월 4일, 총경, 서울시경찰청 수사과장 전출
- 이정석(李丁錫), 1952년 3월 5일 ~ 1952년 10월 11일, 총경(총경으로 승진 임명)
- 서정학(徐廷學), 1952년 10월 11일 ~ 1954년 7월 21일, 총경->경무관
- 김국진(金國振), 1954년 7월 21일 ~ 1956년 7월 28일, 총경, 내무부 치안국 통신과장 전출
- 곽영주(郭永周), 1956년 7월 28일 ~ 1957년 6월 15일, 내무부 치안국 경무과 총경에서 전임, 경무관 승진과 동시에 내무부 치안국 전출
- 남태우(南泰祐), 1957년 6월 15일 ~ 1960년 5월 20일, 경무대경찰서 경감에서 총경 내부승진, 4.19 당시 발포명령 관련 1960년 5월 20일 구속

## 기타
경무대경찰서의 직원은 제1공화국 당시 400명 안팎이었다. 경력, 전경, 사무직원을 포함한 인원이었으나 정확한 인원은 기록물 폐기로 알 수 없다. 제2공화국 출범 이 후 1960년 11월 24일 당시에는 직원 수 70명으로 감원, 줄어들었다.

## 같이 보기
- 경무대 똥통 사건
- 견통령 필화 사건
- 대통령 경호실
- 대통령실 경호처